# 视体

视体

在三维计算机图形学中，视体（英語：viewing frustum）又称视景体、视锥，是三维世界中在屏幕上可见的区域，即虚拟摄像机的视野。
该区域的实际形状依所模拟的摄像机镜头而定，但顾名思义，其常见的形状是方平截头体。将四棱锥截为平截头体的两个平面称作近平面 和远平面。如果某个物体到摄像机的距离比近平面近或比远平面远，那么这个物体不会被显示。
视体剔除（英語：Viewing frustum culling）指将完全处于视体外的物体移出渲染流程的过程。为了加速剔除过程，通常使用物体的包围体而不是物体本身来进行位置比较。
通常，可以通过视野角度、纵横比，以及近平面和远平面到摄像机的距离来描述一个视体。